# Kota Muramatsu
Kota Muramatsu (村松 航太 Muramatsu Kota?), född 22 augusti 1997 i Shizuoka prefektur, är en japansk fotbollsspelare.
Muramatsu började sin karriär 2020 i Giravanz Kitakyushu.